# Герб Любачіва
Герб Любачіва - символ міста Любачів, нині адміністративного центру Сяноцького повіту Підкарпатського воєводства Польщі.

## Опис
У червоному щиті великий золотий сиґль "L", яка символізує назву міста. Герб датується XIV століттям. 

## Зовнішні посилання
- Статус муніципалітету Любачув [Архівовано 26 листопада 2013 у Wayback Machine.]